# 天外天集團
天外天集團有限公司，簡稱天外天集團（英語：TWT Group Company Limited，ASX：TWT），在1989年由徐海南先生（董事長及首席執行官）和配偶連雅君（副總經理）創立，一家專門在中國內地經營生產及銷售各類戶外傘，以及傢俱產品，除此之外，還經營貿易、房地產等業務。該名為「天外天傘業有限公司」。
而總部位於浙江省上虞市天外天工业园，股份在2007年4月12日於澳大利亞證券交易所主板上市。招股價為0.5澳大利亞元，發行股份為10,000,000股，集資額為5,000,000澳大利亞元。

## 連結
- TWTGroup.com.au （页面存档备份，存于）